# Carvalho (paróquia)

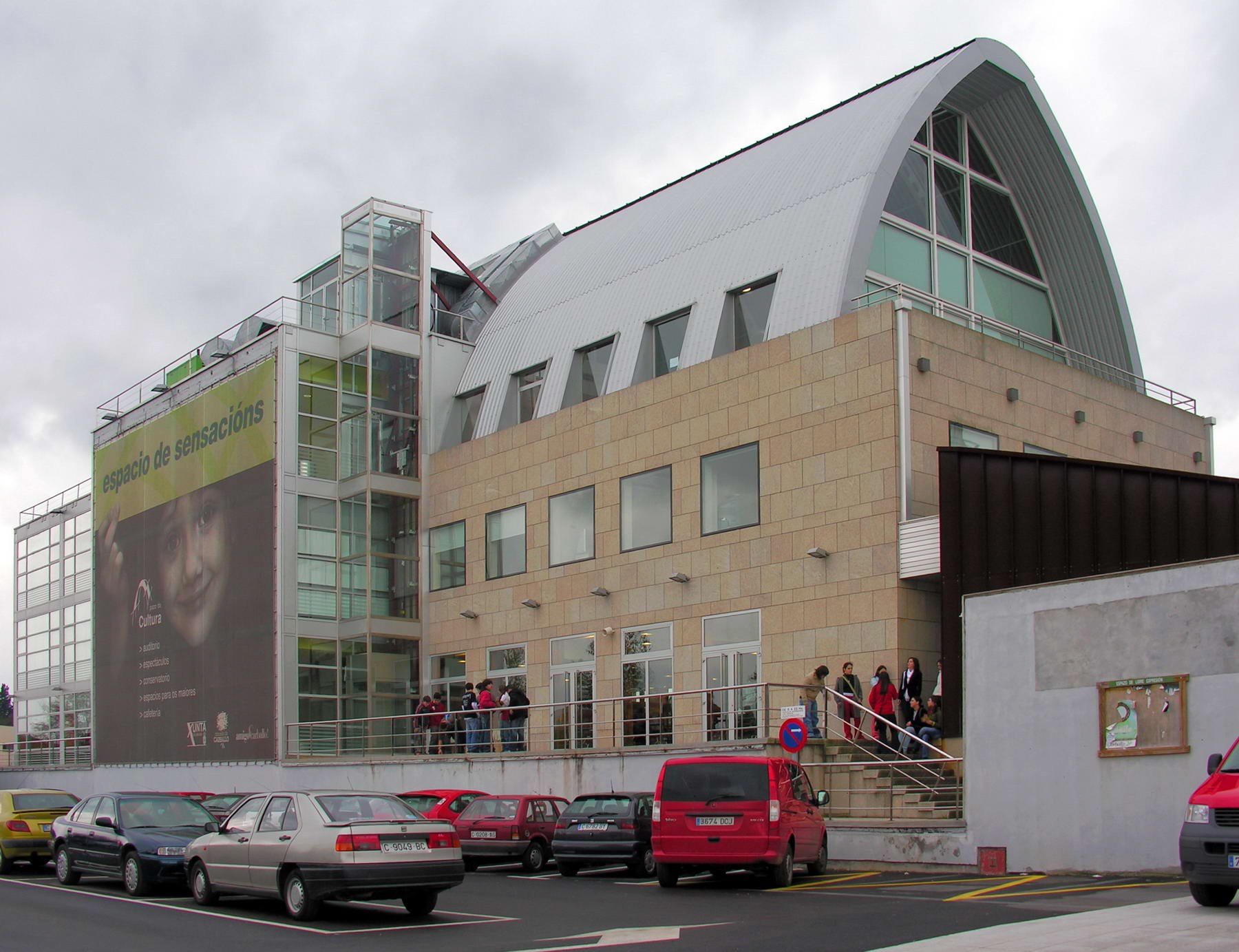
O Paço da Cultura, em Carvalho

Sam Joám de Carvalho (AGAL), ou San Xoán de Carballo (RAG), é uma paróquia ou freguesia (pt) que se localiza no centro da cidade (gl: concelho) corunhesa de Carvalho na comarca de Bergantinhos. Segundo o IGE, em 2019 a sua população medrara até os 19.909 habitantes, sendo 9.730 homens e 10.179 mulheres. Segundo o IGE em 2013 tinha 19.140 habitantes (9.755 mulheres e 9.385 homens), distribuídos em 13 entidades de população, o que supõe um aumento no que diz respeito ao ano 1999 quando tinha 14.390 habitantes. 

## Lugares e paróquias
São 16 entidades de população

### Lugares de Carvalho
- A Barreira
- A Branha
- A Brea
- Carvalho
- Cernide
- A Grela
- A Igreja
- As Labradas
- A Lagoa
- Os Loureiros
- O Monte
- O Outeiro
- A Ponte Rosende
- Quintáns
- O Quinto
- A Revolta

## Edificações
O Paço da Cultura (Pazo da Cultura) está localizado próximo a uma das maiores áreas verdes do centro de Carvalho, o Parque Anlhões. 
Moderno e funcional, o Pazo da Cultura dispõe de salas de diversas capacidades adaptadas para a realização de reuniões, conferências e cursos e múltiplas atividades culturais.

## Cultura
No Paço da Cultura há actividade cultural importante no contexto da cidade de Carvalho.
O Luscofusco, exposição colectiva de artistas da região, que abrange pintura, fotografia e escultura, entre outras disciplinas de artistas com trajetórias e modalidades tão diversas. Tal exposição foi proposta para as festas de São João (San Xoán), tão típicas na Galiza.